# FC Ostrava-Jih
FC Ostrava-Jih is een Tsjechische voetbalclub uit Ostrava. De club is in 1957 opgericht als ZSJ Ocel NHKG Ostrava en speelt in de I. B třída Moravskoslezského kraje – sk. B, het zevende niveau van het Tsjechische voetbal.

## Naamsveranderingen
- 1957 – ZSJ Ocel NHKG Ostrava (Základní sportovní jednota Ocel Nová huť Klementa Gottwalda Ostrava)
- 1960 – TJ NHKG Ostrava (Tělovýchovná jednota Nová huť Klementa Gottwalda Ostrava)
- 1990 – FC NH Ostrava (Football Club Nová huť Ostrava)
- 2000 – FC NH Classic Ostrava (Football Club Nová huť Classic Ostrava)
- 2007 – FC Ostrava-Jih (Football Club Ostrava-Jih)